# روبرت غوردون (لاعب كرة قدم)
روبرت غوردون (بالإنجليزية: Robert Gordon)‏ (1 يناير 1917 - 18 سبتمبر 1940) هو لاعب كرة قدم بريطاني (وحمل سابقاً جنسية المملكة المتحدة لبريطانيا العظمى وأيرلندا) في مركز الدفاع. لعب مع هدرسفيلد تاون.

## وصلات خارجية
- روبرت غوردون على موقع قاعدة بيانات كرة القدم.إي يو (الإنجليزية)